# ビカアンボン

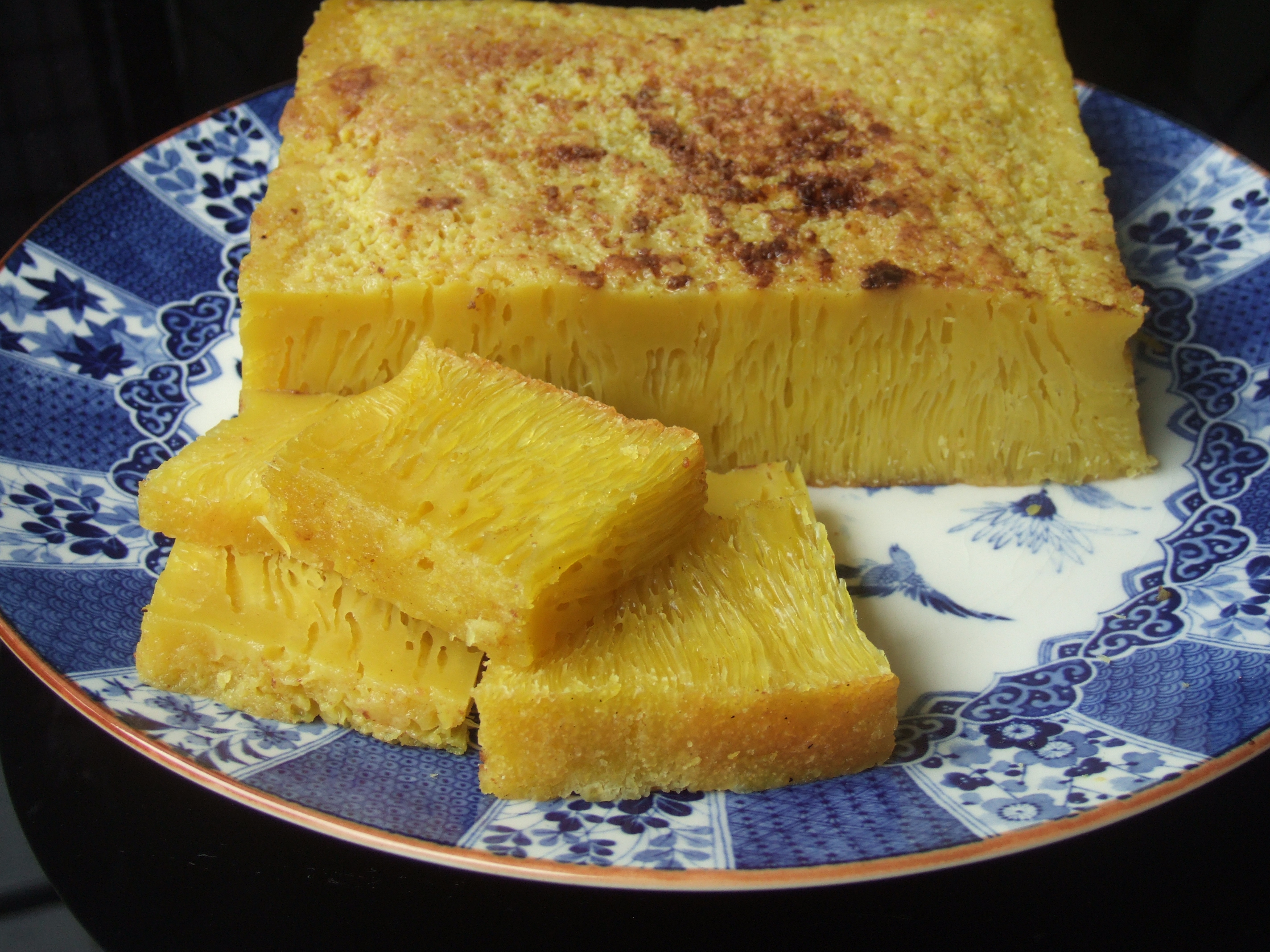
ビカアンボン

ビカアンボン、ビカ・アンボン（インドネシア語：bika ambon）はインドネシアのケーキの一種である。タピオカとサゴヤシの粉、砂糖、家禽の卵、ココナッツミルクから作られ、ニオイタコノキ（パンダン）の葉で香りをつけたものが一般的だが、バナナ、チョコレート、チーズ、ドリアン風味のものも作られている。 
ビカアンボンはアンボン島とその最大都市アンボンの名を冠しているが、北スマトラ州メダン市の名物として知られ、メダン市を訪れた土産としてよく購入される。ビカアンボンの起源は不明だが、アンボン出身の商人によってメダンにもたらされた菓子が地元で愛されるようになったとの説がある。メダン市のメダン・ペティサ（Medan Petisah）地区のマジャパヒト通り（Jalan Majapahit）はビカアンボンの店が少なくとも40軒あることで有名である。 ビカアンボンは大抵製造後4日までは柔らかく、それから固くなる。
インドネシアの伝統菓子を販売するラリゾ（Larizo）などの小売店のおかげで、近年ビカアンボンはジャワ島中央部でも人気を博している。